# Persephonaster roulei
Persephonaster roulei är en sjöstjärneart som beskrevs av Jean Baptiste François René Koehler 1909. Persephonaster roulei ingår i släktet Persephonaster och familjen kamsjöstjärnor.
Artens utbredningsområde är Indiska oceanen. Utöver nominatformen finns också underarten P. r. euryplax.